# Carl Gustaf Estlander

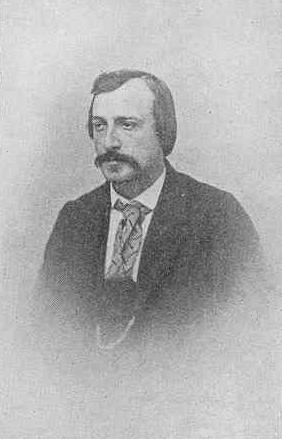
Carl Gustaf Estlander

Carl Gustaf Estlander (* 31. Januar 1834 in Lappfjärd, Kristinestad; † 28. August 1910 in Helsinki) war ein finnischer Kunsthistoriker, Romanist und Nordist. 

## Leben
Estlander studierte bei Fredrik Cygnaeus (1807–1881) in Helsinki. Er promovierte 1858 und 1859 mit den Schriften Richard Lejonhjärta [Löwenherz] i historien och poesin und Folksångerna om Robin Hood. Er hielt sich zu weiteren Studien in Dänemark, Deutschland, Belgien und Frankreich auf und war ab 1860 Dozent für Ästhetik und moderne Literatur in Helsinki. 1863 bereiste er neuerlich Deutschland und Frankreich (wo er mit Paulin Paris in Kontakt war), sowie England, Spanien und Italien, promovierte einmal mehr mit Bidrag till den provencaliska litteraturens historia (Helsinki 1868) und wurde 1868 Nachfolger von Fredrik Cygnaeus auf dem Lehrstuhl für Ästhetik und moderne Literatur an der Universität Helsinki. 1891 wurde er Kanzleirat, 1898 Staatsrat.
Estlander gründete Zeitungen (Helsingfors Dagblad) und Zeitschriften, gab den Anstoß zum Bau des Ateneums in Helsinki und stand am Anfang der finnischen Kunstwissenschaft (einschließlich ihrer angewandten Komponente), aber auch der wissenschaftlichen Beschäftigung mit der finnischen Literatur (namentlich mit Runeberg), sowie der finnischen Romanistik (Werner Söderhjelm war sein Schüler). Er gehörte mehreren Akademien an, darunter der Kungliga Vetenskaps- och Vitterhetssamhället i Göteborg (seit 1878), der Königlichen Gesellschaft der Wissenschaften in Uppsala (seit 1890), der Kungliga Vitterhets Historie och Antikvitets Akademien (seit 1904), und der Königlich Schwedischen Akademie der Wissenschaften (seit 1907). Zu seinem 70. Geburtstag wurde eine Medaille geprägt.

## Werke
- Poema del Cid i svensk öfversättning med kritisk och historisk inledning, Helsinki 1863
- Pièces inédites du roman de Tristan, précédées de recherches sur son origine et son développement, Helsinki 1866
- De bildande konsternas historia från slutet av aderetonde arhundradet till våra dagar, Stockholm 1867
- Johan Ludvig Runebergs estetiska åsigter, Helsinki 1888
- Hippolyte Flandrin. Hans lefnad och verk, Helsinki 1890
- Naturalismen enligt Zola, Helsinki 1891
- Adolf Iwar Arwidsson som vitter författare, Helsinki 1893
- Runebergs skaldskap. Kritiska studier föregångna af redogörelse för normalupplagans redaktion samt en kronologisk förteckning, Helsinki 1902
- Skrifter, 3 Bde., Helsinki 1914–1925
- Ungdomsminnen [Jugenderinnerungen], Helsinki 1918